# Gran Premio motociclistico di Gran Bretagna 1997
Il Gran Premio motociclistico di Gran Bretagna 1997 fu l'undicesimo appuntamento del motomondiale 1997.
Si svolse il 17 agosto 1997 sul circuito di Donington Park e vide la vittoria di Mick Doohan su Honda nella classe 500, di Ralf Waldmann nella classe 250 e di Valentino Rossi nella classe 125.
Al termine del Gran Premio Doohan ha raggiunto la certezza matematica del quarto titolo mondiale consecutivo.

## Classe 500

### Arrivati al traguardo
| Pos | Nº | Pilota                   | Squadra               | Motocicletta | Giri | Tempo     | Griglia | Punti |
| --- | -- | ------------------------ | --------------------- | ------------ | ---- | --------- | ------- | ----- |
| 1   | 1  | Mick Doohan              | Repsol Honda          | Honda        | 30   | 46:55.378 | 1       | 25    |
| 2   | 7  | Tadayuki Okada           | Repsol Honda          | Honda        | 30   | +0.231    | 4       | 20    |
| 3   | 4  | Alex Barros              | Honda Gresini         | Honda        | 30   | +24.403   | 3       | 16    |
| 4   | 18 | Nobuatsu Aoki            | Rheos ELF F.C.C. T.S. | Honda        | 30   | +28.291   | 6       | 13    |
| 5   | 3  | Luca Cadalora            | Red Bull Yamaha WCM   | Yamaha       | 30   | +31.346   | 7       | 11    |
| 6   | 6  | Daryl Beattie            | Lucky Strike Suzuki   | Suzuki       | 30   | +32.543   | 12      | 10    |
| 7   | 19 | Doriano Romboni          | IP Aprilia Racing     | Aprilia      | 30   | +44.472   | 5       | 9     |
| 8   | 14 | Juan Borja               | Elf 500 Roc           | ELF 500      | 30   | +47.045   | 13      | 8     |
| 9   | 5  | Norifumi Abe             | Yamaha Team Rainey    | Yamaha       | 30   | +48.157   | 11      | 7     |
| 10  | 24 | Takuma Aoki              | Repsol Honda          | Honda        | 30   | +1:03.529 | 15      | 6     |
| 11  | 10 | Kenny Roberts Jr         | Marlboro Team Roberts | Modenas KR3  | 30   | +1:14.190 | 8       | 5     |
| 12  | 22 | Kirk McCarthy            | Red Bull Yamaha WCM   | Yamaha       | 30   | +1:18.323 | 21      | 4     |
| 13  | 21 | Jurgen van den Goorbergh | Millar MQP            | Honda        | 30   | +1:19.937 | 16      | 3     |
| 14  | 98 | Jason Vincent            | Padgetts              | Honda        | 30   | +1:21.385 | 22      | 2     |
| 15  | 16 | Jürgen Fuchs             | Elf 500 Roc           | ELF 500      | 29   | +1 giro   | 19      | 1     |
| 16  | 17 | Lucio Pedercini          | Team Pedercini        | ROC Yamaha   | 29   | +1 giro   | 20      |       |
| 17  | 15 | Frédéric Protat          | Soverex FP Racing     | Honda        | 29   | +1 giro   | 23      |       |
| 18  | 25 | Laurent Naveau           | Millet Racing         | ROC Yamaha   | 29   | +1 giro   | 24      |       |

### Ritirati
| Nº | Pilota         | Squadra             | Motocicletta | Giri | Griglia |
| -- | -------------- | ------------------- | ------------ | ---- | ------- |
| 9  | Alberto Puig   | MoviStar Honda Pons | Honda        | 24   | 9       |
| 20 | Sete Gibernau  | Yamaha Team Rainey  | Yamaha       | 10   | 18      |
| 23 | Anthony Gobert | Lucky Strike Suzuki | Suzuki       | 5    | 17      |
| 8  | Carlos Checa   | MoviStar Honda Pons | Honda        | 2    | 2       |
| 55 | Régis Laconi   | Tecmas Honda Elf    | Honda        | 0    | 10      |

### Non partito
| Nº | Pilota            | Moto        | Griglia |
| -- | ----------------- | ----------- | ------- |
| 12 | Jean-Michel Bayle | Modenas KR3 | 14      |

## Classe 250

### Arrivati al traguardo
| Pos | Nº | Pilota            | Squadra                     | Motocicletta | Giri | Tempo     | Griglia | Punti |
| --- | -- | ----------------- | --------------------------- | ------------ | ---- | --------- | ------- | ----- |
| 1   | 2  | Ralf Waldmann     | Marlboro Honda              | Honda        | 27   | 42:50.897 | 4       | 25    |
| 2   | 31 | Tetsuya Harada    | Aprilia Racing              | Aprilia      | 27   | +0.133    | 2       | 20    |
| 3   | 65 | Loris Capirossi   | Aprilia Racing              | Aprilia      | 27   | +11.496   | 1       | 16    |
| 4   | 19 | Olivier Jacque    | Chesterfield Elf Tech 3     | Honda        | 27   | +15.138   | 3       | 13    |
| 5   | 5  | Tōru Ukawa        | Benetton Honda              | Honda        | 27   | +17.746   | 5       | 11    |
| 6   | 12 | Takeshi Tsujimura | F.C.C. Technical Sports     | TSR-Honda    | 27   | +35.701   | 9       | 10    |
| 7   | 15 | Stefano Perugini  | Nastro Azzurro Aprilia      | Aprilia      | 27   | +43.881   | 7       | 9     |
| 8   | 7  | Haruchika Aoki    | Matteoni Racing             | Honda        | 27   | +1:01.520 | 8       | 8     |
| 9   | 27 | Sebastián Porto   | PR2 YPF - ESCO              | Aprilia      | 27   | +1:08.890 | 10      | 7     |
| 10  | 20 | Noriyasu Numata   | Molenaar Suzuki             | Suzuki       | 27   | +1:19.156 | 17      | 6     |
| 11  | 21 | Franco Battaini   | Edo Racing                  | Yamaha       | 27   | +1:19.981 | 19      | 5     |
| 12  | 88 | Scott Smart       | Scott Smart Racing          | Honda        | 27   | +1:22.583 | 13      | 4     |
| 13  | 17 | José Luis Cardoso | S.S.P. Competicion          | Yamaha       | 27   | +1:22.983 | 15      | 3     |
| 14  | 94 | John McGuinness   | Paul Bird M/Sport / Aprilia | Aprilia      | 26   | +1 giro   | 24      | 2     |
| 15  | 97 | Callum Ramsay     | Honda Britain Dickson       | Honda        | 26   | +1 giro   | 30      | 1     |
| 16  | 96 | Steve Sawford     | Honda Britain               | Honda        | 26   | +1 giro   | 28      |       |
| 17  | 95 | Gary May          | Autorama                    | Yamaha       | 26   | +1 giro   | 26      |       |
| 18  | 22 | Kurtis Roberts    | PJ1 Oils                    | Honda        | 26   | +1 giro   | 27      |       |

### Ritirati
| Nº | Pilota               | Squadra                      | Motocicletta | Giri | Griglia |
| -- | -------------------- | ---------------------------- | ------------ | ---- | ------- |
| 6  | Luis d'Antín         | S.S.P. Competicion           | Yamaha       | 21   | 11      |
| 25 | Oliver Petrucciani   | Mohag Aprilia Racing         | Aprilia      | 19   | 18      |
| 99 | Giuseppe Fiorillo    | Radiant Racing               | Aprilia      | 19   | 23      |
| 1  | Max Biaggi           | Marlboro Team Kanemoto Honda | Honda        | 16   | 6       |
| 14 | Jamie Robinson       | Molenaar Suzuki              | Suzuki       | 14   | 16      |
| 26 | Emilio Alzamora      | Fortuna Honda                | Honda        | 13   | 20      |
| 18 | Osamu Miyazaki       | Edo Racing                   | Yamaha       | 8    | 22      |
| 28 | Eustaquio Gavira     | Scuderia Mobil 1 AGV         | Aprilia      | 6    | 25      |
| 16 | William Costes       | Chesterfield Elf Tech 3      | Honda        | 2    | 12      |
| 8  | Cristiano Migliorati | Team Axo Inoxmacel           | Honda        | 2    | 14      |
| 10 | Luca Boscoscuro      | Dee Cee Racing               | Honda        | 0    | 21      |
| 29 | Idalio Gavira        | Scuderia Mobil 1 AGV         | Aprilia      | 0    | 29      |

## Classe 125

### Arrivati al traguardo
| Pos | Nº | Pilota             | Squadra                   | Motocicletta | Giri | Tempo     | Griglia | Punti |
| --- | -- | ------------------ | ------------------------- | ------------ | ---- | --------- | ------- | ----- |
| 1   | 46 | Valentino Rossi    | Nastro Azzurro Aprilia    | Aprilia      | 26   | 43:43.254 | 4       | 25    |
| 2   | 2  | Masaki Tokudome    | Docshop Racing            | Aprilia      | 26   | +1.780    | 5       | 20    |
| 3   | 7  | Noboru Ueda        | Team Pileri               | Honda        | 26   | +8.499    | 3       | 16    |
| 4   | 72 | Garry McCoy        | Marlboro Team Alfa Bieffe | Aprilia      | 26   | +8.874    | 7       | 13    |
| 5   | 15 | Roberto Locatelli  | Team Axo Inoxmacel        | Honda        | 26   | +16.258   | 6       | 11    |
| 6   | 62 | Yoshiaki Katō      | Semprucci Biesse          | Yamaha       | 26   | +16.997   | 8       | 10    |
| 7   | 32 | Mirko Giansanti    | Matteoni Racing           | Honda        | 26   | +20.571   | 10      | 9     |
| 8   | 3  | Tomomi Manako      | UGT 3000                  | Honda        | 26   | +25.710   | 2       | 8     |
| 9   | 19 | Frédéric Petit     | Team RMS                  | Honda        | 26   | +26.416   | 11      | 7     |
| 10  | 10 | Lucio Cecchinello  | Spidi Honda LCR           | Honda        | 26   | +28.467   | 14      | 6     |
| 11  | 21 | Gianluigi Scalvini | Team Axo Inoxmacel        | Honda        | 26   | +28.467   | 15      | 5     |
| 12  | 33 | Manfred Geissler   | UGT 3000                  | Aprilia      | 26   | +34.913   | 17      | 4     |
| 13  | 20 | Masao Azuma        | L.B. Racing               | Honda        | 26   | +43.963   | 22      | 3     |
| 14  | 30 | Darren Barton      | RCD Motorsport            | Honda        | 26   | +52.302   | 19      | 2     |
| 15  | 17 | Enrique Maturana   | Yamaha Kurz               | Yamaha       | 26   | +57.571   | 13      | 1     |
| 16  | 22 | Steve Jenkner      | Aprilia - ADAC Sachsen    | Aprilia      | 26   | +1:04.748 | 21      |       |
| 17  | 26 | Ivan Goi           | Marlboro Team Alfa Bieffe | Aprilia      | 26   | +1:05.183 | 27      |       |
| 18  | 28 | Fernando Mendes    | Padgetts                  | Honda        | 26   | +1:14.106 | 25      |       |
| 19  | 29 | Ángel Nieto Jr     | Airtel-Aspar              | Aprilia      | 26   | +1:15.683 | 26      |       |
| 20  | 82 | Jason Davies       | Cosgrove Coaches          | Honda        | 26   | +1:31.795 | 28      |       |
| 21  | 99 | Alan Green         | Breadline Racing          | Honda        | 25   | +1 giro   | 29      |       |

### Ritirati
| Nº | Pilota           | Squadra             | Motocicletta | Giri | Griglia |
| -- | ---------------- | ------------------- | ------------ | ---- | ------- |
| 8  | Kazuto Sakata    | UGT 3000            | Aprilia      | 10   | 12      |
| 5  | Jorge Martinez   | Airtel-Aspar        | Aprilia      | 9    | 9       |
| 98 | Chris Burns      | UGT 3000            | Honda        | 7    | 24      |
| 24 | Gino Borsoi      | Semprucci Biesse    | Yamaha       | 5    | 16      |
| 41 | Yōichi Ui        | Yamaha Kurz         | Yamaha       | 4    | 1       |
| 40 | Steve Patrickson | Paul Bird Motosport | Honda        | 4    | 30      |
| 12 | Dirk Raudies     | Finsco Chasis       | Honda        | 4    | 18      |
| 25 | Josep Sardá      | Finsco Chasis       | Honda        | 2    | 20      |
| 39 | Jaroslav Huleš   | L.B. Racing         | Honda        | 2    | 23      |